# 角田文衞
角田 文衞（つのだ ぶんえい、1913年4月9日 - 2008年5月14日）は、日本の歴史学者（古代学専攻）。学位は、文学博士。従四位勲三等瑞宝章。大阪市立大学教授、平安博物館館長兼教授、古代学研究所所長兼教授、財団法人古代学協会理事長を歴任。

## 経歴
1913年、福島県伊達郡桑折町生まれ。成城高等学校在学中から濱田耕作の学問を慕い、京都帝国大学に進学し濱田の指導により考古学を学んだ。
濱田の在職中での病没と、梅原末治との確執がなければ、濱田の後継者となっていたとの説もあるほど将来を期待された学徒であった。

## 略歴
- 1926年3月 - 仙台市立片平丁尋常小学校卒業
- 1930年4月 - 宮城県立仙台第一中学校退学し上京
- 1934年3月 - 成城高等学校卒業
- 1937年
  - 3月 - 京都帝国大学文学部史学科考古学専攻卒業
  - 4月 - 京都帝国大学文学部副手
  - 5月 - 京都帝国大学大学院に入学
- 1939年 - 1942年、日伊交換学生としてイタリアに留学
- 1942年12月 - 帰国後引き続き京都帝国大学文学部副手
- 1944年7月 - 召集令状を受け満洲に出征し、戦後シベリア抑留
- 1948年3月 - 復員、京都大学副手廃嘱
- 1949年
  - 3月 - 京都大学大学院を退学
  - 7月 - 大阪市立大学助教授
- 1953年7月 - 大阪市立大学教授
- 1967年
  - 3月 - 大阪市立大学を退職
  - 4月 - （財）古代学協会・平安博物館館長兼教授
- 1968年4月 - 文学博士（大谷大学、学位論文「紫式部とその時代」）
- 1986年4月 - 勲三等瑞宝章受章
- 1988年9月 - 平安博物館の廃止と古代学研究所の新設にともない、（財）古代学協会・古代学研究所所長兼教授
- 1990年4月 - （財）古代学協会理事長
- 2007年6月 - （財）古代学協会理事長を辞任、名誉会長に就任
- 2008年5月14日 - 午後11時59分、急性呼吸器不全のため自宅で死去[2]（享年95）。従四位に叙せらる。
- 2018年7月 - 7月10日から9月9日にかけて、京都文化博物館において「平安博物館回顧展―古代学協会と角田文衞の仕事―」が開催される。

## 研究内容・業績
世界史的な視座に立って考古学と文献史学を統合した「古代学」を提唱。したがって、研究分野は文献史学と考古学の両分野におよんだ。主要な研究テーマは、日本の奈良・平安時代史、古代学方法論、古代ギリシア・ローマ考古学、ヨーロッパ・アフリカの旧石器考古学、ユーラシア北方考古学など広範囲に及ぶ。

## 家族・親族
- 弟：小林文次は建築史家・工学博士。
- 妻：有智子は陸軍大将・岸本綾夫の次女であり、手塚治虫とは義理のいとこに当たる。

## 著作

### 単著
- 『古代史通論 第1分冊』三明社 1950年
- 『歐洲の四季』三明社 1950年／雄山閣、新版2002年
- 『ポンペイの遺跡』大阪市立美術館 1951年
- 『古代学序説』山川出版社 1954年、増補版1991年　ISBN　9784634651302
- 『古代北方文化の研究』まさき会祖国社 1954年／増補版 新時代社 1971年
- 『原始社会』弘文堂 1955年
- 『死都ポンペイ』岩波書店 1955年
- 『西洋文化の誕生』三省堂出版 1956年
- 『佐伯今毛人』吉川弘文館〈人物叢書〉1963年、新装版1988年　ISBN	9784642051231、オンデマンド版2020年　ISBN　9784642751230
- 『承香殿の女御－復原された源氏物語の世界』中公新書 1963年
- 『中務典侍－枇杷皇太后の乳母・藤原高子の生涯』古代学協会 1964年
- 『律令国家の展開』塙書房 1965年
- 『紫式部の身辺』古代学協会 1965年
- 『紫式部とその時代』角川書店 1966年
- 『紫式部－その生涯と遺薫』平安博物館 1968年
- 『若紫抄－若き日の紫式部』至文堂 1968年
- 『王朝の映像－平安時代史の研究』東京堂出版 1970年
- 『王朝の明暗－平安時代史の研究第2冊』東京堂出版 1975年
- 『王朝の残映－平安時代史の研究第3冊』東京堂出版 1992年
- 『沈黙の世界史 5 石と森の文化』新潮社 1971年
- 『日本の後宮』学燈社 1973年
- 『椒庭秘抄－待賢門院璋子の生涯』朝日新聞社 1975年、朝日選書 1985年
- 『平家後抄－落日後の平家』朝日新聞社 1978年、朝日選書 上下 1981年／講談社学術文庫 上下 2000年
- 『ヨーロッパ古代史論考』平凡社 1980年
- 『日本の女性名 歴史的展望』教育社歴史新書（上中下） 1980-88年／国書刊行会（全1巻） 2006年
- 『王朝史の軌跡』学燈社 1983年
- 『平安の春』朝日新聞社 1983年／講談社学術文庫 1999年　ISBN　4-06-159360-9
- 『京の朝晴れ』角川書店 1983年
- 『角田文衞著作集』全7巻、法藏館 1984-86年

1. 『古代学の方法』1986年　ISBN　9784831837011
2. 『国分寺と古代寺院』1985年　ISBN　9784831837028
3. 『律令国家の展開』1985年　ISBN　9784831837035
4. 『王朝文化の諸相』1984年　ISBN　9784831837042
5. 『平安人物志 上』1984年　ISBN　9784831837059、 法藏館文庫 2020年　ISBN　9784831826169
6. 『平安人物志 下』1985年　ISBN　9784831837066、 法藏館文庫 2020年　ISBN　9784831826176
7. 『紫式部の世界』1984年　ISBN　9784831837073

- 上記新版『紫式部伝 その生涯と「源氏物語」』法藏館 2007年 - 源氏物語千年紀記念出版　ISBN　9784831876645

- 『平安京散策』京都新聞社 1991年
- 『転換期の考古学』雄山閣出版 1993年
- 『京の夕映え』東京堂出版 1993年　ISBN　4-490-20214-8
- 『薄暮の京』東京堂出版 2001年　ISBN　4-490-20432-9
- 『二条の后 藤原高子－業平との恋』幻戯書房 2003年　ISBN　4-901998-02-1
- 『古代学の展開』山川出版社 2005年　ISBN　4-634-67390-8
- 『平城時代史論考』 吉川弘文館 2007年　ISBN　9784642024587
- 『角田文衞の古代学』全4巻、古代学協会編（吉川弘文館発売）2017-21年

1. 『後宮と女性』　2018年　ISBN　9784642078962
2. 『王朝の余芳』 2020年　ISBN　9784642078979
3. 『ヨーロッパ古代史の再構成』2021年 ISBN　9784642078986
4. 『角田文衞自叙伝』 2017年 ISBN 	9784642078993

### 編纂・共著
- 『国分寺の研究』全2巻 考古学研究会 1938年
- 『おもしろく源氏を読む』（中村真一郎と対談）朝日出版社 1980年
- 『平安の都』 朝日選書 1994年
- 『考古学京都学派』雄山閣出版 1994年、増補版1997年
- 『源氏物語の地理』 加納重文共編 思文閣出版 1999年
- 『平安時代史事典』監修・共著 角川書店 1994年
- 『平安京提要』監修・共著 角川書店 1994年
- 『源氏物語と紫式部 研究史篇・資料篇』監修・紫式部顕彰会編、角川学芸出版 2008年

ほかに編著、訳書、論文報告多数。